# Oll-Jönsatjärnen
Oll-Jönsatjärnen är en sjö i Överkalix kommun i Norrbotten och ingår i Kalixälvens huvudavrinningsområde.